# 아세토나이트릴
아세토나이트릴(영어: acetonitrile)은 CH
3CN 화학식을 갖는 화합물이다. 무색의 액체이며 가장 단순한 형태의 나이트릴이다. 아크릴로니트릴 제조의 부산물로서 주로 생성된다.
아세토나이트릴은 1847년 프랑스의 화학자 장바티스트 뒤마가 최초로 만든 물질이다.
1. 1 2  《Nomenclature of Organic Chemistry : IUPAC Recommendations and Preferred Names 2013 (Blue Book)》. Cambridge: The Royal Society of Chemistry. 2014. 902쪽. doi:10.1039/9781849733069-FP001. ISBN 978-0-85404-182-4.
2. 1 2 3 4  “Material Safety Data Sheet: Acetonitrile” (PDF). 《TedPella.com》. 2016년 11월 17일에 원본 문서 (PDF)에서 보존된 문서. 2022년 6월 8일에 확인함.
3. 1 2  “acetonitrile”. 《Immediately Dangerous to Life and Health Concentrations (IDLH)》. National Institute for Occupational Safety and Health (NIOSH).
4. 1 2 3  NIOSH Pocket Guide to Chemical Hazards. “#0006”. 미국 국립 직업안전위생연구소 (NIOSH).